# David C. Tank
David C. Tank (1970) es un botánico, curador estadounidense. Desarrolla actividades académicas en el Departamento de Ciencias Biológicas, Universidad de Idaho.
Obtuvo su PhD por la Universidad de Washington, sobre botánica/sistemática vegetal molecular, en 2006.

## Algunas publicaciones
- amy e. Zanne, david c. Tank, william k. Cornwell, jonathan m. Eastman, stephen a. Smith, richard g. FitzJohn, daniel j. McGlinn, brian c. O’Meara, angela t. Moles, et al. 2014. Three keys to the radiation of angiosperms into freezing environments. Nature 506: 89–92 doi:10.1038/nature12872 resumen

- ----------------, ----------------, -----------------------, et.al. 2014. Corrigendum: Three keys to the radiation of angiosperms into freezing environments. Nature 514: 394 doi:10.1038/nature13842 resumen

- d.e. Soltis, s.a. Smith, n. Cellinese, k.j. Wurdack, d.c. Tank, s.f. Brockington, et al. 2011. Angiosperm phylogeny: 17 genes, 640 taxa. Am. J. of Bot. 98: 704-730

- david c. Tank, j. mark Egger, richard g. Olmstead. 2009. Phylogenetic Classification of Subtribe Castillejinae (Orobanchaceae). Sys. Botany 34 (1): 182–197

### Libros
- . 1994.

## Honores
Miembro de
- Sociedad Estadounidense de Taxónomos Vegetales
- La abreviatura «Tank» se emplea para indicar a David C. Tank como autoridad en la descripción y clasificación científica de los vegetales.[2]